# Ronald Roethof
Maarten Ronald Roethof (Utrecht, 16 juni 1966 – Paramaribo, 16 april 2025) was een Nederlands dammer, advocaat en medicus. Hij was meervoudig jeugdkampioen dammen van Suriname en organisator van de Roethof Open.

## Biografie
Ronald Roethof was een zoon van de advocaat Max Roethof van Surinaamse afkomst. Zelf werd hij geboren in Nederland en woonde in de jaren 1980 met zijn familie in Suriname. Begin jaren 1990 keerden ze terug naar Nederland.
Tijdens zijn tienerjaren speelde hij in Suriname in de top van het Surinaamse dammen. Hij werd jeugdkampioen in 1983 en ging in december dat jaar voor het wereldkampioenschap dammen naar Amstelveen. Daar werd hij zesde en won hij de prijs voor het meest spectaculaire slagwerk. In 1984 werd hij door de bond uitgeroepen tot kampioen, zonder dat er een kampioenschap werd gehouden, en in en 1985 won hij het nationaal jeugdkampioenschap opnieuw. Datzelfde jaar werd hij achtste op het wereldkampioenschap voor de jeugd en vijfde op de landskampioenschappen voor senioren. Samen met Eduard Autar en Harold Chitanie nam hij deel aan het wereldkampioenschap voor landenteams en werd vierde. Het jaar erop werd hij de nummer 3 van Suriname.
Tussen 2012 en 2016 organiseerde hij viermaal de Roethof Open, met het doel om het dammen in Suriname te bevorderen. In 2016 deed voor het derde jaar op rij de wereldkampioen Aleksandr Schwarzman mee, evenals de top 4 van de vrouwen in de wereld. Roethof droeg de titel federatiemeester. Tijdens een van deze edities lukte het hem om meer dan veertig internationale dammers naar het toernooi te halen.
Roethof werd net als zijn vader Max strafadvocaat en maakte met hem, zijn broer Gerald en zus Machteld, en later zijn zoon Jamil deel uit van het kantoor Roethof Advocaten. Daarnaast was hij arts/medisch adviseur.
Ronald Roethof woonde in 2025 al twee jaar in Suriname toen hij op 58-jarige leeftijd in het Academisch Ziekenhuis Paramaribo overleed.

## Palmares
Hij speelde tijdens de volgende internationale kampioenschappen dammen of bereikte bij de andere wedstrijden de eerste drie plaatsen:
| Jaar | plaats | kampioenschap                |
| ---- | ------ | ---------------------------- |
| 1983 | Goud   | Surinaams jeugdkampioenschap |
| 1983 | 6e     | Wereldjeugdkampioenschap     |
| 1984 | Goud   | Surinaams jeugdkampioenschap |
| 1985 | Goud   | Surinaams jeugdkampioenschap |
| 1985 | 8e     | Wereldjeugdkampioenschap     |
| 1986 | Zilver | Surinaams kampioenschap      |
| 1987 | Brons  | Surinaams kampioenschap      |